# Idaea pallidivestis
Idaea pallidivestis är en fjärilsart som beskrevs av W. Warren 1896. Idaea pallidivestis ingår i släktet Idaea och familjen mätare. Inga underarter finns listade i Catalogue of Life.